# 진더우 조선족 만족 향
진더우 조선족 만족 향(중국어: 金斗朝鲜族满族乡, 병음: Jīndǒu cháoxiǎnzú mǎnzú xiāng, 중국조선어: 금두조선족만족향)은 중화인민공화국 지린성 퉁화 시 퉁화 현의 민족향이다.